# Crosslauf-Weltmeisterschaften 2015
Die 41. Crosslauf-Weltmeisterschaften der IAAF (offiziell IAAF World Cross Country Championships Guiyang 2015) fanden am 28. März 2015 in Guiyang statt. Damit war zum ersten Mal eine Stadt in China und zum dritten Mal nach Fukuoka 2006 und Amman 2009 eine Stadt in Asien Austragungsort der Wettbewerbe.

## Wettkampfstätte und Austragungsmodus
Die Rennen wurden auf einem etwa zwei Kilometer langen Rundkurs auf dem Gelände einer Pferderennbahn etwa 30 Kilometer außerhalb von Guiyang ausgetragen. Dabei mussten die Männer sechs, die Frauen sowie die Junioren vier und die Juniorinnen drei Runden absolvieren. Pro Wettbewerb durften die nationalen Verbände jeweils acht Athleten nominieren und maximal sechs antreten lassen.
Für die Mannschaftswertungen wurden die Platzierungen der ersten vier Teilnehmer eines Landes addiert. Sieger wurde die Mannschaft mit der niedrigsten Punktzahl. Bei Punktgleichheit entschied die bessere Platzierung des jeweils vierten Mannschaftsmitglieds über die Rangfolge.

## Ergebnisse

### Männer (12 km)

#### Einzelwertung
| Platz | Athlet                    | Land | Zeit (min) |
| ----- | ------------------------- | ---- | ---------- |
| 1     | Geoffrey Kipsang Kamworor | KEN  | 34:52      |
| 2     | Bedan Karoki Muchiri      | KEN  | 35:00      |
| 3     | Muktar Edris              | ETH  | 35:06      |
| 4     | Hagos Gebrhiwet           | ETH  | 35:15      |
| 5     | Leonard Barsoton          | KEN  | 35:24      |
| 6     | Tamirat Tola              | ETH  | 35:33      |
| 7     | Atsedu Tsegay             | ETH  | 35:47      |
| 8     | Moses Kibet               | UGA  | 35:53      |

Von 111 gemeldeten Athleten gingen 110 an den Start und erreichten 108 das Ziel.

#### Teamwertung
| Platz | Land und Athleten                                                                           | Gesamtpunktzahl und Einzelplatzierung |
| ----- | ------------------------------------------------------------------------------------------- | ------------------------------------- |
| 1     | Äthiopien Muktar Edris Hagos Gebrhiwet Tamirat Tola Atsedu Tsegay                           | 20 03 04 06 07                        |
| 2     | Kenia Geoffrey Kipsang Kamworor Bedan Karoki Muchiri Leonard Barsoton Philip Kiprono Langat | 20 01 02 05 12                        |
| 3     | Bahrain Aweke Ayalew Albert Kibichii Rop El Hassan el-Abbassi Isaac Korir                   | 54 10 11 15 18                        |

Insgesamt wurden 17 Teams gewertet.

### Frauen (8 km)

#### Einzelwertung
| Platz | Athletin                | Land | Zeit (min) |
| ----- | ----------------------- | ---- | ---------- |
| 1     | Agnes Jebet Tirop       | KEN  | 26:01      |
| 2     | Senbere Teferi          | ETH  | 26:06      |
| 3     | Netsanet Gudeta         | ETH  | 26:11      |
| 4     | Alemitu Heroye          | BRN  | 26:14      |
| 5     | Stacey Chepkemboi Ndiwa | KEN  | 26:16      |
| 6     | Emily Chebet Muge       | KEN  | 26:18      |
| 7     | Irene Cheptai           | KEN  | 26:26      |
| 8     | Mamitu Daska            | ETH  | 26:29      |

Von 83 gemeldeten Athletinnen gingen 82 an den Start und erreichten 80 das Ziel.

#### Teamwertung
| Platz | Land und Athletinnen                                                            | Gesamtpunktzahl und Einzelplatzierung |
| ----- | ------------------------------------------------------------------------------- | ------------------------------------- |
| 1     | Äthiopien Senbere Teferi Netsanet Gudeta Alemitu Heroye Mamitu Daska            | 17 02 03 04 08                        |
| 2     | Kenia Agnes Jebet Tirop Stacey Chepkemboi Ndiwa Emily Chebet Muge Irene Cheptai | 19 01 05 06 07                        |
| 3     | Uganda Juliet Chekwel Nyakisi Adero Patricia Chepkwemoi Emily Chebet            | 101 14 24 30 33                       |

Insgesamt wurden 12 Teams gewertet.

### Junioren (8 km)

#### Einzelwertung
| Platz | Athlet                  | Land | Zeit (min) |
| ----- | ----------------------- | ---- | ---------- |
| 1     | Yasin Haji              | ETH  | 23:42      |
| 2     | Geoffrey Kipkirui Korir | KEN  | 23:47      |
| 3     | Alfred Ngeno            | KEN  | 23:54      |

Von 118 gemeldeten und gestarteten Athleten erreichten 113 das Ziel.

#### Teamwertung
| Platz | Land und Athleten                                                         | Gesamtpunktzahl und Einzelplatzierung |
| ----- | ------------------------------------------------------------------------- | ------------------------------------- |
| 1     | Kenia Geoffrey Kipkirui Korir Alfred Ngeno Dominic Kiptarus Rodgers Chumo | 19 02 03 04 10                        |
| 2     | Äthiopien Yasin Haji Yihunilign Adane Abe Gashahun Haymanot Alewe         | 33 01 07 08 17                        |
| 3     | Eritrea Abraham Habte Afewerki Berhane Mogos Shumay Aron Kifle            | 52 06 13 14 19                        |

Insgesamt wurden 21 Teams gewertet.

### Juniorinnen (6 km)

#### Einzelwertung
| Platz | Athletin         | Land | Zeit (min) |
| ----- | ---------------- | ---- | ---------- |
| 1     | Letesenbet Gidey | ETH  | 19:48      |
| 2     | Dera Dida        | ETH  | 19:49      |
| 3     | Etagegn Woldu    | ETH  | 19:53      |

Von 101 gemeldeten Athletinnen gingen 100 an den Start und erreichten 97 das Ziel.

#### Teamwertung
| Platz | Land und Athletinnen                                                                      | Gesamtpunktzahl und Einzelplatzierung |
| ----- | ----------------------------------------------------------------------------------------- | ------------------------------------- |
| 1     | Äthiopien Letesenbet Gidey Dera Dida Etagegn Woldu Mihret Tefera                          | 11 01 02 03 05                        |
| 2     | Kenia Daisy Jepkemei Gladys Jeptekeny Kipkoech Winfred Nzisa Mbithe Rosefline Chepngetich | 33 04 07 10 12                        |
| 3     | Bahrain Desi Mokonin Ruth Jebet Fatuma Jawaro Chebsi Bontu Rebitu                         | 52 08 09 15 20                        |

Insgesamt wurden 16 Teams gewertet.